# بد (فیلم ۲۰۰۷)
«بد» (انگلیسی: Bad (2007 film)) یک فیلم است که در سال ۲۰۰۷ منتشر شد.